# Knebworth House
Knebworth House é uma casa de campo inglesa na paróquia de Knebworth em Hertfordshire, Inglaterra. É um edifício listado de Grau II. Os seus jardins também estão listados como Grau II no Registo de Parques e Jardins Históricos. No seu parque circundante encontram-se a Igreja de Santa Maria e o mausoléu da família Lytton. Foi a sede do Conde de Lytton (também Visconde de Knebworth) e, atualmente, é a casa da família do Barão Cobbold de Knebworth.
Os terrenos servem o Festival de Knebworth, um concerto de rock e pop ao ar livre que se realiza desde 1974.

## História
A casa da família Lytton desde 1490, quando Thomas Bourchier vendeu a reversão do manor a Sir Robert Lytton, Knebworth House era originalmente uma casa senhorial de tijolo vermelho de estilo Gótico Tardio, construída em torno de um pátio central como uma praça aberta. Entre 1813 e 1816, a casa foi reduzida à sua ala oeste, que foi remodelada num estilo gótico Tudor por John Biagio Rebecca para a senhora Bulwer-Lytton, e depois foi transformada entre 1843 e 1845 por Henry Edward Kendall Jr. na atual estrutura de Gótico Tudor.
O residente mais famoso de Knebworth foi Edward Bulwer-Lytton (1803–1873), o autor vitoriano, dramaturgo e estadista, que embelezou os jardins num estilo italiano formal. O bisneto do 1.º Barão Neville (1879–1951) casou-se com Judith Blunt, uma conhecida criadora de cavalos que herdou o Crabbet Arabian Stud em 1917 e dedicou a sua vida a isso. Entre 1913 e 1914, a casa foi arrendada por £3,000 por ano pelo Grão-Duque Miguel Alexandrovich da Rússia e sua esposa Natalia Brasova, de condição morganática.
Grande parte do interior de Knebworth House foi redesenhada por Sir Edwin Lutyens, que se casou com Emily Bulwer-Lytton (1874–1964) – ele simplificou o principal parterre. Emily era filha do 1.º Conde de Lytton, que serviu como Viceroy da Índia entre 1876 e 1880. Um jardim de ervas, com um design entrelaçado em quincunce, foi projetado por Gertrude Jekyll em 1907, embora não tenha sido plantado até 1982. Os terrenos também estão abertos ao público.
O 3.º Barão Cobbold vive na casa com a sua família. Após uma carreira na indústria cinematográfica em Los Angeles, ele permite que empresas de produção filmem nas localizações da casa e dos jardins. Os terrenos incluem atrações turísticas, como um parque infantil de aventura e um parque de dinossauros, e acolhem vários eventos, incluindo concentrações de carros clássicos.

## Festival de música
A partir de 1974, um concerto recorrente de rock e pop ao ar livre conhecido como o Festival de Knebworth tem sido realizado nos terrenos. O festival ocorreu pela primeira vez em julho de 1974, quando The Allman Brothers Band, The Doobie Brothers e outros artistas tocaram para um público de 60.000 pessoas. Ao longo dos anos, o festival apresentou grandes artistas como Pink Floyd, The Rolling Stones, Led Zeppelin, Lynyrd Skynyrd, Queen (o seu concerto de 1986 no local foi o último com Freddie Mercury), Paul McCartney, Genesis, Mike Oldfield, The Beach Boys, Deep Purple, Eric Clapton, Elton John, Dire Straits, Robbie Williams, Oasis e Liam Gallagher.

## Filmes e televisão
As produções que foram filmadas em Knebworth incluem:  
- Anastasia (1956) – palácio da Imperatriz;
- Danger Man – "The Sanctuary" (1959);
- The Champions – "The Night People" (1967);
- The Avengers – "Invasion of the Earthmen" (1967/68);
- Decline and Fall... of a Birdwatcher (1968);
- Randall and Hopkirk (Deceased) – "Somebody Just Walked Over My Grave" (1969);
- Carry On Henry - Filmagens externas (1970);
- The Persuaders! - créditos de abertura (1970/71);
- The Adventurer – "Action!" (1972);
- Horror Hospital (1973);
- Keep It Up Downstairs (1976) – filmado inteiramente no local como as fictícias 'Cockshute Towers';
- Beauty and the Beast (1976) – serviu como o castelo da Bestas, junto com o Castelo de Sudeley e Salisbury Hall;
- The Big Sleep (1978) – mansão rural do General Sternwood;
- The Great Muppet Caper (1981) – exterior da Galeria Mallory;
- Sir Henry at Rawlinson End (1980) – interior e exterior;
- The Shooting Party (1985) – filmado inteiramente no local;
- Haunted Honeymoon (1986) – exterior da casa;
- Porterhouse Blue (1987) – interior e exterior da casa de Sir Cathcart D'Eath;
- A Toca do Vermelho Branco (1988) – exterior da mansão D'Ampton;
- Batman (1989) – exterior e algumas cenas internas da mansão de Bruce Wayne;
- Knebworth – the Event 1990 (1990) – um concerto de beneficência realizado em apoio à Nordoff-Robbins Music Therapy pelos vencedores do Prémio Silver Clef, com a presença de 120.000 pessoas. Os artistas incluíram: Cliff Richard & The Shadows, Robert Plant & Jimmy Page, Elton John, Dire Straits, Status Quo, Tears for Fears, Paul McCartney, Genesis, e teve como destaque Pink Floyd. As atuações foram lançadas em muitos formatos desde então;
- Lovejoy (1991) Série 2 Episódio 4 ("A Vingança de Montezuma");
- A Bit of Fry & Laurie – Série Quatro, Episódio 6 ("O Duque de Northhampton") (1995) - sketch;
- O Fantasma de Canterville (1996);
- Jane Eyre (1997) – Thornfield Hall;
- Sacred Flesh (1999) – cenas externas do convento;
- The Mummy Returns (2001) - filmagens externas da casa da família O'Connell;
- Harry Potter e a Pedra Filosofal (2001) - a casa foi usada em várias peças de material promocional para o filme e acolheu o lançamento internacional do filme, embora nenhuma parte da casa tenha sido usada nas filmagens do próprio filme;[8]
- 28 Days Later (2002);[9]
- Agent Cody Banks 2: Destination London (2004) – algumas cenas dentro e ao redor dos terrenos;
- Foyle's War  Série 3 Episódio 2 ("Fogo Inimigo")  (2004) – como o fictício Digby Manor;
- Match Point (2005);
- A Rainha (2006);[10][11]
- St Trinian's 2: The Legend of Fritton's Gold (2009) – usado como a escola feminina de St. Trinian's;
- Jonathan Creek – forneceu a localização de Metropolis (Episódio Especial de Natal de 2008);
- The King's Speech (2010) – Festa de Balmoral e outras cenas;
- Agatha Christie's Marple (2010) – cenas internas e externas significativas, incluindo na Temporada 1, Episódio 3, "4.50 de Paddington", com Knebworth House e propriedade a representar o fictício Rutherford Hall;
- The Hour (2011) – residência de Lorde Elms;
- O Bode Expiatório (2012) – cenas internas e externas significativas;
- Midsomer Murders Série 15 Episódio 1 ("O Cavaleiro Sombrio") – cenas externas significativas;
- Woman Like Me (vídeo musical de 2018) – Little Mix  ;
- Eurovision Song Contest: The Story of Fire Saga (2020) – filmagens externas da casa britânica de Alexander Lemtov;
- Meerkat Music Presents: Little Mix Uncancelled (Concerto Virtual de 2020);
- The Nevers (Temporada 1 Episódios 3 e 4) (2021–) – cenas externas;
- Knebworth 1996 – Oasis: Knebworth 1996 (2021) – Documentário de Concerto sobre os concertos recordistas de 1996 da Oasis em Knebworth Park. Também lançado como um álbum ao vivo;

- You (temporada 4) – série de televisão americana de thriller psicológico  ;
- The Crown - Interiores usados como Balmoral;[12]
- The Flash (2023) – Exterior de Wayne Manor;
- The Gentlemen (2024) – Temporada 1 Episódio 4. Chamado 'Dorset Hall', casa do 8.º Lorde Bassington.

## Rádio
A estação de rádio local BOB FM (agora Heart Hertfordshire) transmitiu a partir da antiga casa de bombas de Knebworth, que costumava fornecer água à casa principal.